# Jean Constantin
Jean Constantin, född 21 augusti 1927 i Techirghiol, död 26 maj 2010 i Constanţa, var en rumänsk komiker och skådespelare.
Efter att tidigare ha arbetat som förman på en fabrik debuterade han 1957 som skådespelare på Teatrul Fantasio i Constanța. Han debuterade som filmskådespelare i början av 1960-talet och medverkade i en lång rad filmer, som Nea Marin miliardar, Duelul, Toate pînzele sus och Så firade vi jordens undergång. Han spelade ofta rom, men tillhörde inte Rumäniens romska minoritet.

## Filmografi
- Procesul alb (1965)
- Haiducii (1966) - Parpanghel
- Maiorul și moartea (1967)
- Zile de vară (1968) – Aurel
- Răzbunarea haiducilor (1968) – Parpanghel
- Prea mic pentru un război atât de mare (1969)
- Canarul și viscolul (1969)
- Brigada Diverse intră în acțiune (1970) – Patraulea
- Haiducii lui Șaptecai (1971) - Parpanghel
- Zestrea domniței Ralu (1971) - Parpanghel
- Săptămîna nebunilor (1971) - Parpanghel
- Brigada Diverse în alertă! (1971) – Patraulea
- B.D. la munte și la mare (1971) – Patraulea
- Adio, dragă Nela! (1972)
- Revolta haiducilor (TV-serie 1972) – Parpanghel
- Explozia (1973) – Tilică
- Ultimul cartuș (1973) - Floacă
- Un comisar acuză (1974)
- Frații Jderi (1974)
- Stejar – extremă urgență (1974)
- Nemuritorii (1974)
- Mastodontul (1975)
- Evadarea (1975)
- Nu filmăm să ne-amuzăm (1975)
- Zile fierbinți (1975)
- Gloria nu cântă (1976)
- Cuibul salamandrelor (1976) -– Jean
- Roșcovanul (1976)
- Toate pînzele sus (TV-serie, 1977) - Ismail
- Împușcături sub clar de lună (1977)
- Totul pentru fotbal (1978) - Max
- Eu, tu, și... Ovidiu (1978) – Misică
- Acțiunea „Autobuzul” (1978)
- Revanșa (1978) – Limbă
- Expresul de Buftea (1978) – tågkontrollant
- Brațele Afroditei (1978)
- Melodii, melodii (1978) – agent Grecu
- Expresul de Buftea (1979)
- Nea Mărin miliardar (1979)
- Al treilea salt mortal (1980)
- Pruncul, petrolul și ardelenii (1981)
- Capcana mercenarilor (1981)
- Iancu Jianu, haiducul (1981)
- Un echipaj pentru Singapore (1981)
- Duelul (1981)
- Am o idee (1981)
- Misterele Bucureștilor (1983)
- Secretul lui Bachus (1984) -
- Sosesc păsările călătoare (1984)
- Un petic de cer (1984) - chaufför Gică
- Masca de argint (1985)
- Colierul de turcoaze (1986)
- Coana Chirița (1986)
- Chirița la Iași (1987)
- Secretul lui Nemesis (1987) -
- În fiecare zi mi-e dor de tine (1988)
- Miss Litoral (1991) –
- Atac în bibliotecă (1992)
- A doua cădere a Constantinopolului (1993) – Ismail
- Paradisul în direct (1995)
- Punctul zero (1996)
- Sexy harem Ada-Kaleh (1999) – Ismail
- Så firade vi jordens undergång (2006) – Farbror Florică
- Păcală se întoarce (2006)
- Roming (2007) – Somali
- Supraviețuitorul (2008) – Limbă
- Poker (2010)